# Meldola (Emilia-Romagna)
Meldola ist eine italienische Gemeinde (comune) mit 9967 Einwohnern (Stand 31. Dezember 2023) in der Provinz Forlì-Cesena, Region Emilia-Romagna.

## Geographie
Die Gemeinde liegt etwa 10,5 Kilometer südlich von Forlì und etwa 13,5 Kilometer westlich von Cesena an den nordöstlichen Ausläufern des tosko-emilianischen Apennins. Durch das Gemeindegebiet fließt der Bidente und der Rungo. Nachbargemeinden sind Bertinoro, Cesena, Civitella di Romagna, Forlì und Predappio.

## Persönlichkeiten
- Bartolomeo Mastri (1602–1673), Philosoph und Theologe aus dem Franziskanerorden
- Felice Orsini (1819–1858), Attentäter von Napoleon III.
- Luigi Mezzanotte (* 1941), Schauspieler
- Alberto Zaccheroni (* 1953), Fußballtrainer

## Verkehr
Durch die Gemeinde führt die Strada Statale 310 del Bidente.

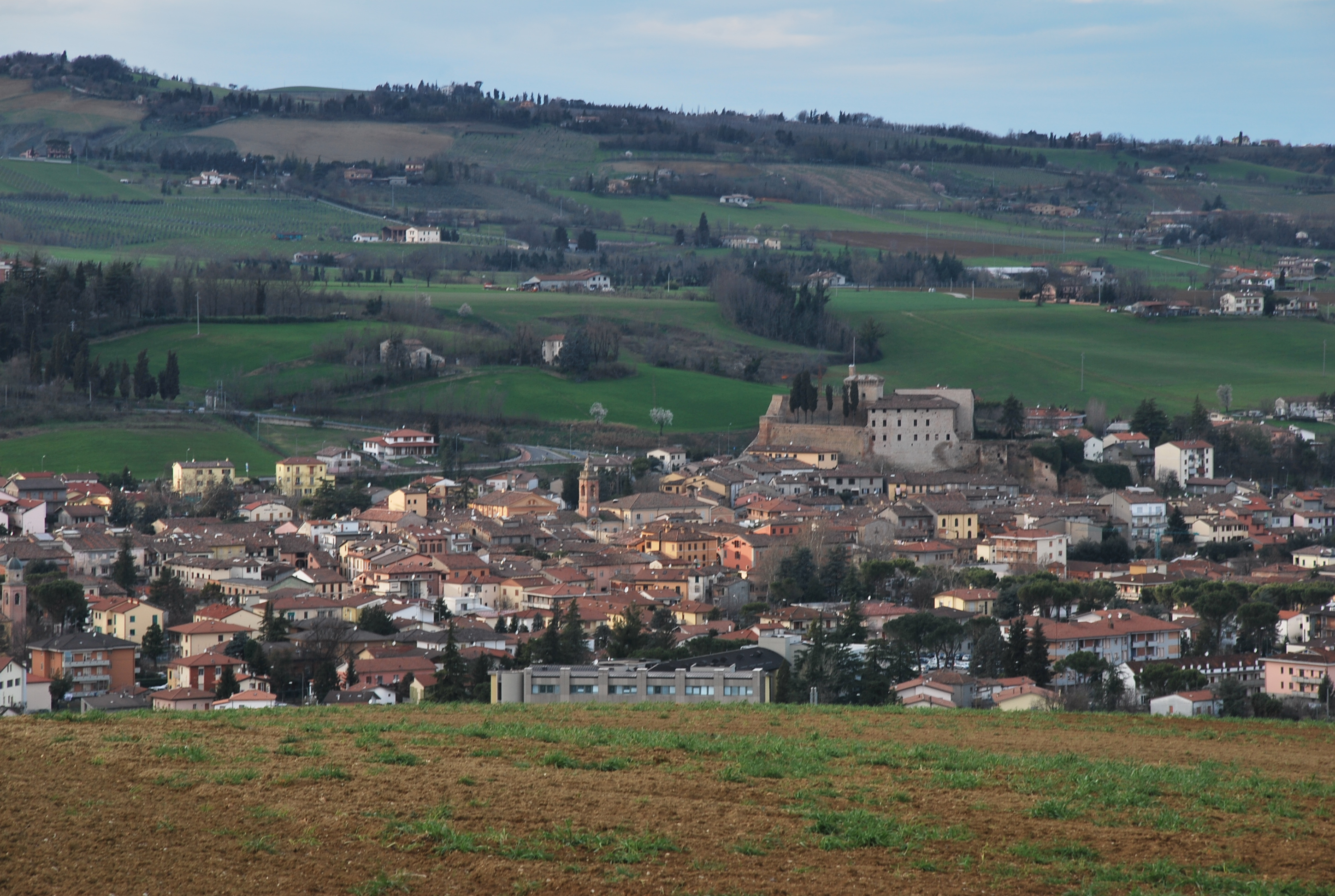
Meldola
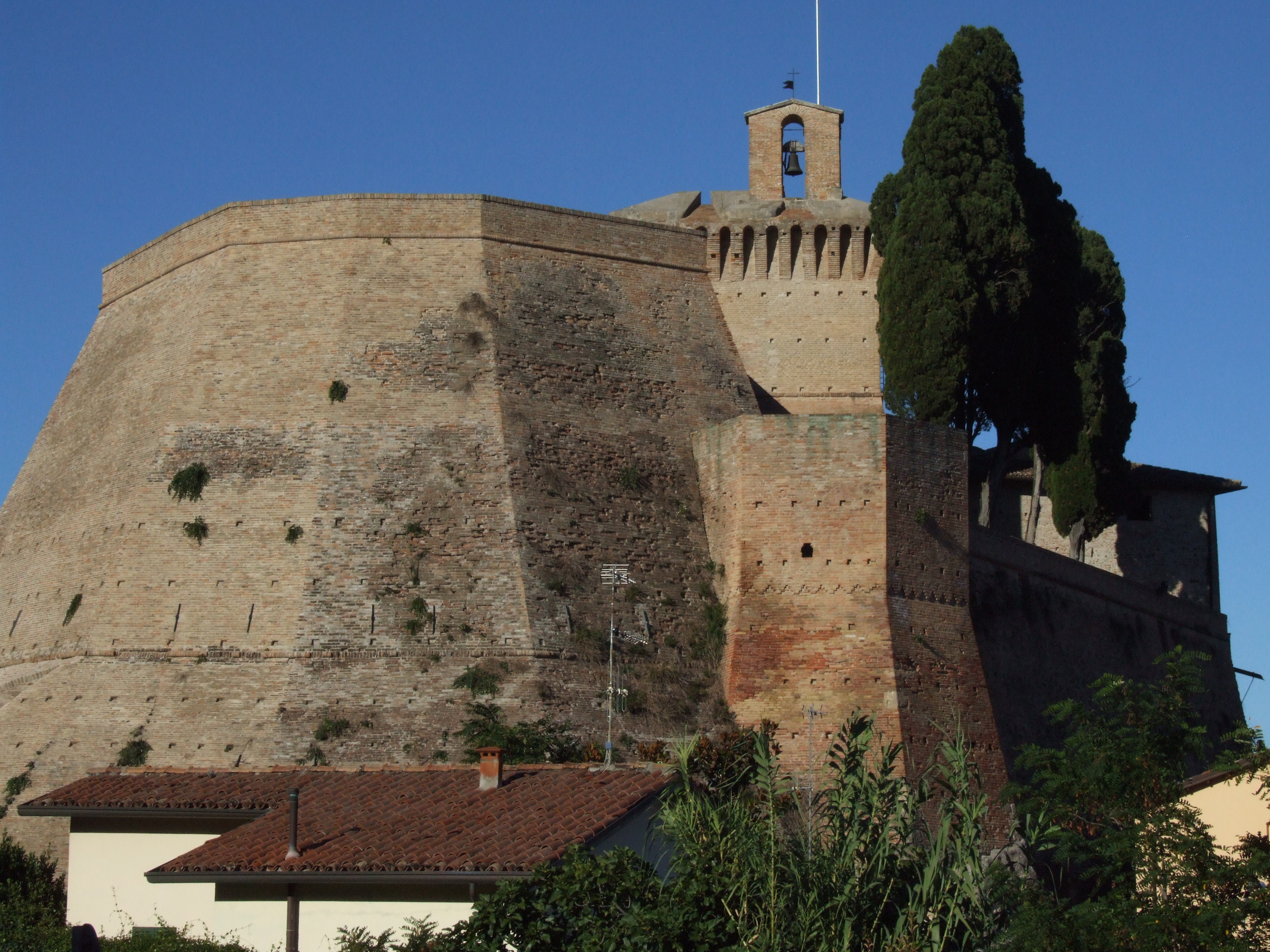
Rocca di Meldola
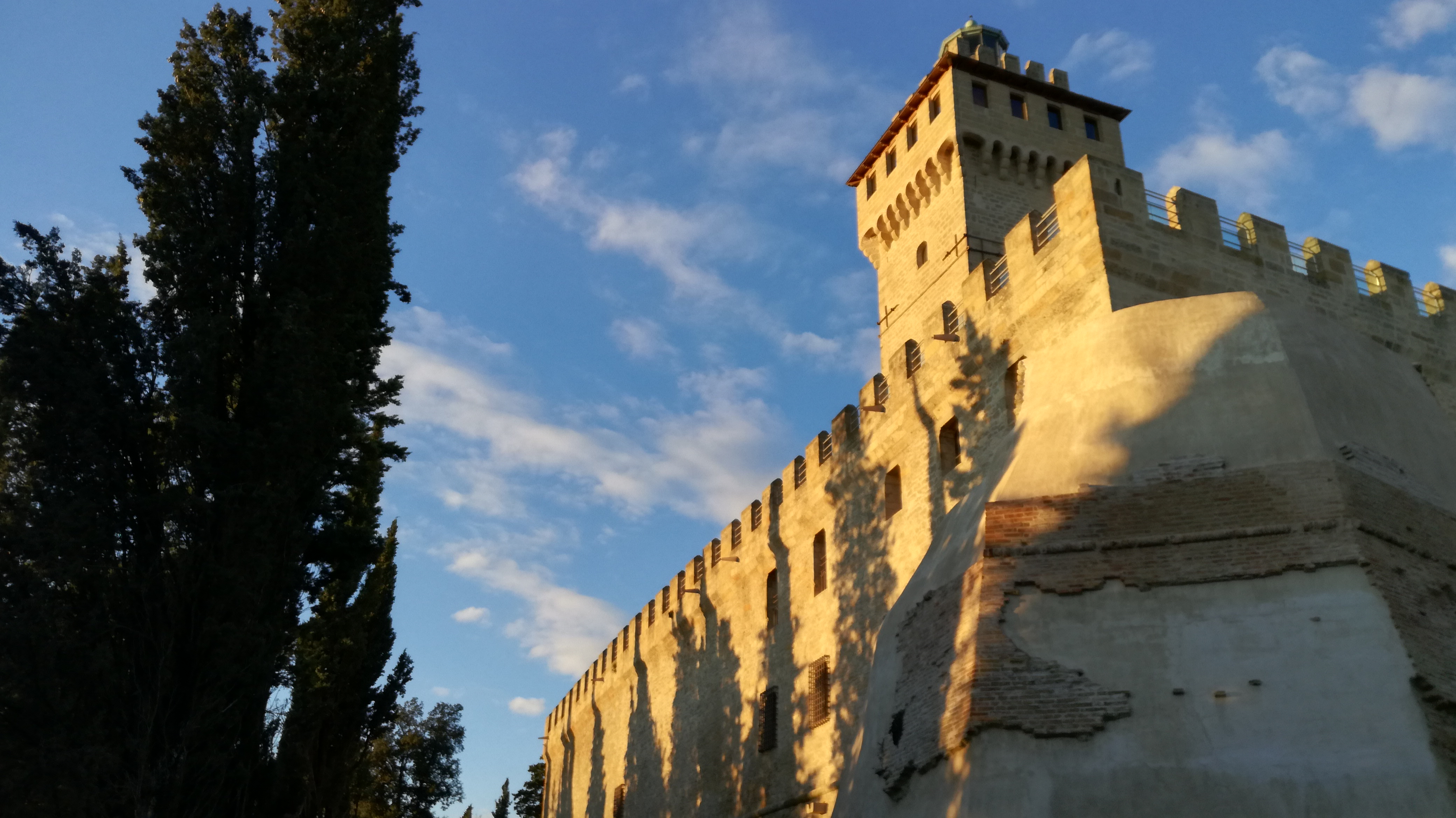
Rocca delle Caminate
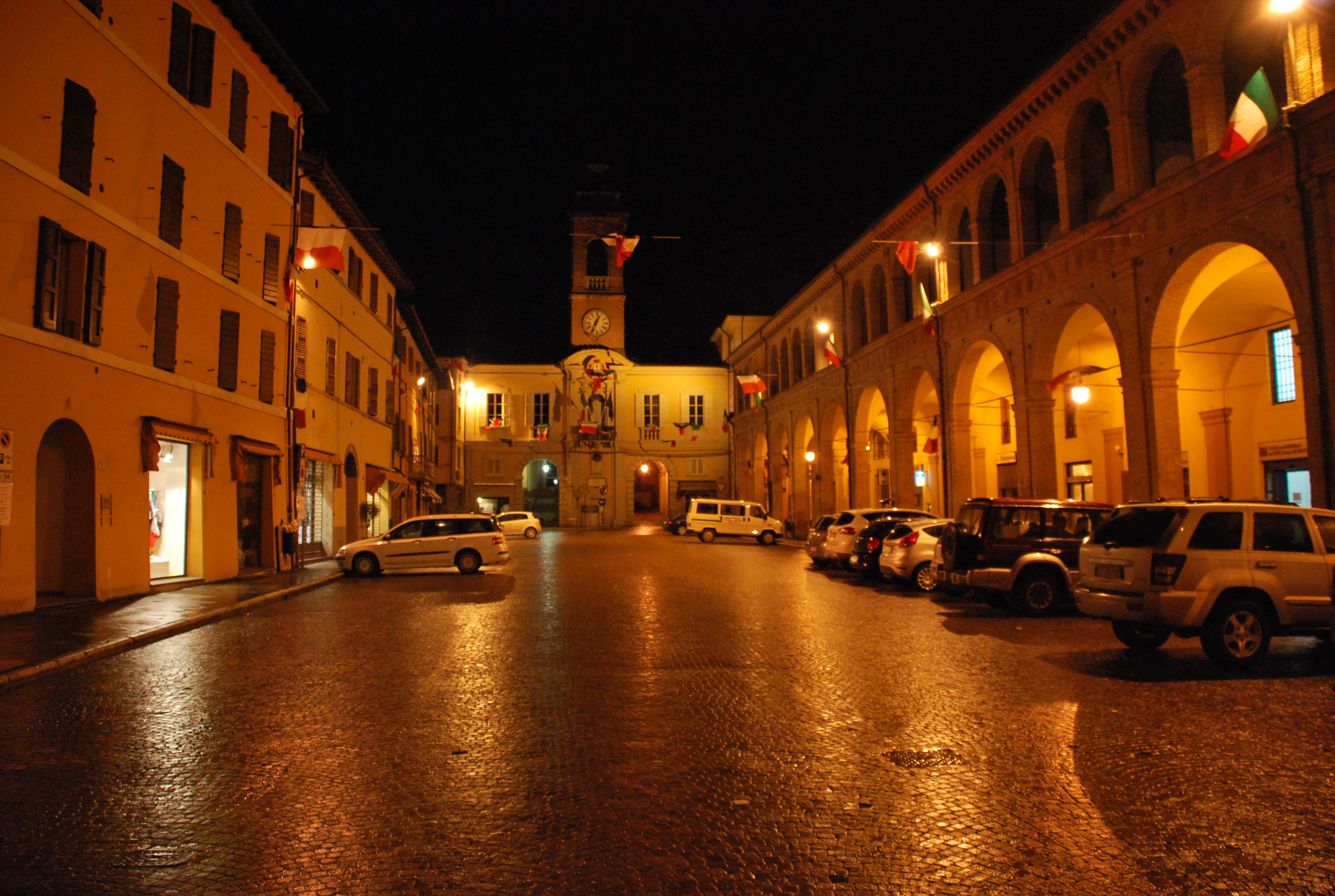
Piazza Orsini und Rathaus
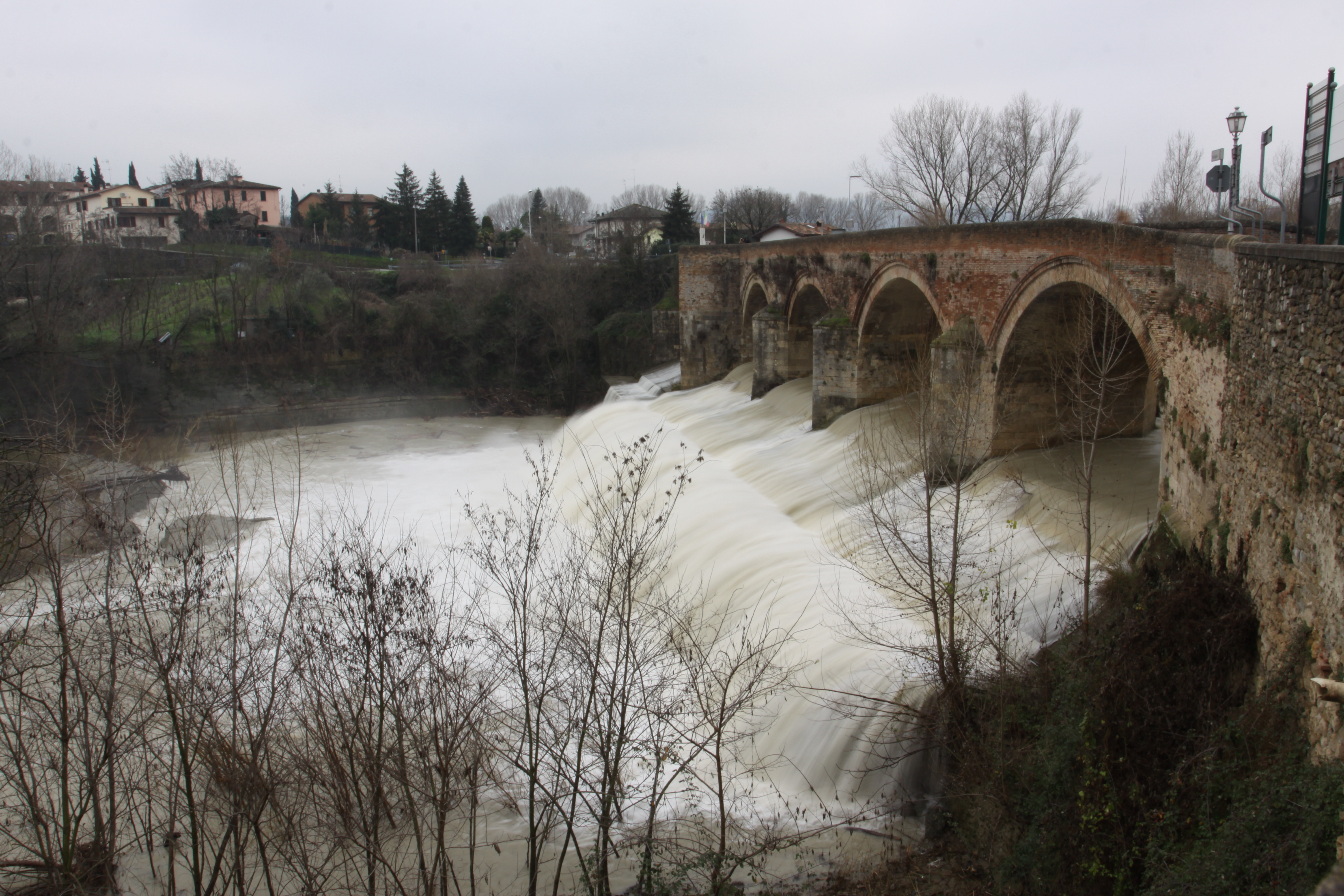
Bidente mit Ponte dei Veneziani